# Makiptyelus dimorphus
Makiptyelus dimorphus is een halfvleugelig insect uit de familie Machaerotidae. De wetenschappelijke naam van deze soort is voor het eerst geldig gepubliceerd in 1914 door Maki.